# Martinšćica (Cres)
Pour les articles homonymes, voir Martinšćica.
Martinšćica est une localité de Croatie située dans la municipalité de Cres, dans le comitat de Primorje-Gorski Kotar. En 2001, la localité comptait 155 habitants.

## Démographie
| 1948 | 1953 | 1961 | 1971 | 1981 | 1991 | 2001 |
| ---- | ---- | ---- | ---- | ---- | ---- | ---- |
| 253  | 208  | 162  | 157  | 133  | 186  | 155  |